# Aston Martin DB11
Aston Martin DB11 — автомобиль, выпускавшийся британской маркой Aston Martin с 2016 по 2023 год. Он дебютировал на Женевском автосалоне в марте 2016 года в качестве замены DB9. Это первая модель, выпущенная в рамках сотрудничества компании с Daimler AG. 

## Разработка
DB11 был разработан Мареком Райхманом, креативным дизайнером Aston Martin. В дизайне используется пропорция 1:3. По сравнению с предыдущими версиями заменены элементы крыши. Вместо платформы Aston Martin VH используется алюминиевая платформа.

## Характеристики
Первоначально DB11 был оснащен 5,2-литровым двигателем со сдвоенным турбонаддувом V12. Это сделало его первым серийным автомобилем Aston Martin с турбонаддувом. Двигатель имел мощность 600 л. с., машина разгонялась до 100 км/ч за 3,7 секунды, максимальная скорость составила 322 км/ч.
Летом 2017 года была создана новая версия DB11 с двигателем V8, разработанным Mercedes-AMG. Объём — 4.0 литра. Установка этого двигателя .

### DBS Superleggera
В июне 2018 года Aston Martin представил онлайн DBS Superleggera — флагманский суперкар V12 марки, основанный на исходящем DB11 V12, но с изменениями, которые отличают его от линии DB11 наряду с использованием легендарной таблички DBS, начиная с оригинальной DBS и DB9 на основе DBS V12. Предшественником был Aston Martin Vanquish 2012 года. Название Superleggera отдает дань памяти Carrozzeria Touring Superleggera, которая помогла Aston Martin создать самые легкие грандиозные турне в 1960-х и 1970-х годах. Передняя часть автомобиля оснащена новым передним бампером с большой центральной решеткой для улучшенного охлаждения двигателя, а также двумя воздушными экстракторами по бокам для охлаждения тормозов и двумя вентиляционными отверстиями на капоте, которые помогают в процессе охлаждения двигателя. 5,2-литровый двигатель V12 с двойным турбонаддувом имеет повышенную мощность и выдает 725 л. с. (533 кВт; 715 л. с.) при 6500 об / мин и 900 Нм (664 фунт-фут) крутящего момента при 1800-5000 об / мин. Чтобы оптимизировать центр тяжести и распределение веса, блок V12 был установлен как можно ниже и как можно дальше назад в шасси.
DBS Superleggera имеет новую трансмиссию ZF 8HP95 с более коротким передаточным числом 2.93: 1, в отличие от DB11 2.70: 1. В отношении шасси он также поставляется с вектором крутящего момента и механическим дифференциалом с ограниченным проскальзыванием для более сфокусированной производительности гусеницы. Автомобиль также имеет ту же аэродинамику, впервые увиденную на DB11, в том числе инновационную систему Aeroblade от Aston Martin, но улучшающую аэродинамику с двойным диффузором в духе F1, который помогает автомобилю генерировать прижимную силу в 397 фунтов (180 кг) — самый высокий показатель за всю историю Серийное производство Aston Martin. Новая четырехтрубная титановая выхлопная система обеспечивает улучшенный звук двигателя, в то время как использование углеродного волокна в основных помещениях автомобиля снижает вес до 1693 кг (3732 фунта).
DBS Superleggera может разгоняться с 0-97 км / ч (0-60 миль / ч) за 3,2 секунды до 0-161 км / ч (0-100 миль / ч) за 6,4 секунды. Автомобиль также может разгоняться с 80-161 км / ч (50-100 миль / ч) за 4,2 секунды на четвертой передаче и развить максимальную скорость до 340 км / ч (211 миль / ч). Доступны три режима вождения: GT, Sport и Sport Plus, которые регулируют отзывчивость автомобиля.